# Сухой Остров (Гомельская область)
Сухой Остров (бел. Сухі Востраў) — посёлок в Пиревичском сельсовете Жлобинского района Гомельской области Белоруссии.
На востоке граничит с лесом.

## География

### Расположение
В 20 км на юго-восток от Жлобина, 13 км от железнодорожной станции Салтановка (на линии Жлобин — Гомель), 79 км от Гомеля.

## Гидрография
На реке Окра (приток реки Днепр).

## Транспортная сеть
Транспортные связи по просёлочной, а затем автомобильной дороге Бобруйск — Гомель. Застройка деревянная, усадебного типа.

## История
Основан в начале XX века переселенцами из соседних деревень. В 1931 году организован колхоз. Во время Великой Отечественной войны 7 жителей погибли на фронте. Согласно переписи 1959 года в составе совхоза «Скепнянский» (центр — деревня Скепня).

## Население

### Численность
- 2004 год — 3 хозяйства, 4 жителя.

### Динамика
- 1925 год — 21 двор.
- 1959 год — 105 жителей (согласно переписи).
- 2004 год — 3 хозяйства, 4 жителя.